# Jan Rejsa
Jan Rejsa (16. září 1886, Praha – 9. prosince 1971, Praha) byl český básník, spisovatel, redaktor a literární publicista.

## Život
Narodil se 11. září 1886 v rodině vrchního policejního rady Jana Rejsy (1852–??) a matky Marie, rozené Netušilové (1863–??), jako nejstarší ze tří dětí. Otec údajně pocházel ze staré lužické šlechtické rodiny. Právě to byl důvod, proč se občas podepisoval pod pseudonymy Jan Rejsa Kolkovský či Jan Rejsa z Kolkovic. (Podle úředních záznamů však policejní rada Jan Rejsa i jeho otec pocházeli z Litomyšle.)
Vystudoval Akademické gymnázium v Praze. Zde ho učil dějepis Zikmund Winter. Po maturitě v roce 1906 pracoval jako úředník spořitelny. Od roku 1916 studoval na Filozofické fakultě Univerzity Karlovy české dějiny, literaturu, dějiny umění, archeologii a kulturu staré Francie. Absolvoval v roce 1922 obhajobou práce o starokřesťanských malbách v římských katakombách. Podnikl rovněž studijní cesty do Německa, Rakouska a Itálie. Zabýval se také genealogií a heraldikou. V Městské spořitelně založil archiv a knihovnu českých spořitelen.
Dne 31. května 1923 se oženil s Miladou Vaníčkovou.

## Dílo
Přispíval do různých časopisů (Apollon, Archa, Cíl života, České slovo, Dílo, Lidové listy, Literární kruh, Národní listy,
Jeho první verše (publikované v roce 1927) byly inspirovány antickými a renesančními motivy v akademickém eklektickém stylu. Později přešel k novoromantismu (tj. dekadenci).
Redigoval Sborník Jednoty potomků pobělohorských exulantů-pokutníků a přátel rodopisu v Praze v letech 1931–1938 .
Řada jeho povídek je řazena do literatury science fiction (Efeméry, Neznámý elixír). V časopisech Český svět a Pestrý týden seznámil v roce 1928 širší veřejnost s pozdními dopisy Josefa Mánesa, ze sbírky Jiřího Karáska ze Lvovic.

### Spisy
- Čtyři renaissanční sonety, Praha : vlastní náklad, 1927, bibliofilie
- Na březích Ilissu, Praha : Miloš Procházka, 1928 – básně
- Obraz sv. Dorothey, Praha : [s.n.], 1930
- Hudba země, Praha : A. Chvála, 1933 – básně
- Duše v plamenech, Moravská Ostrava : [s.n.], 1935 – básně
- Efeméry : imaginární novely, Praha : Mor. Ostrava : Knihovna Literárního kruhu v Moravské Ostravě-Vítkovicích, 1937
- Neznámý elixír : hradčanské romaneto, Litomyšl : Jan R. Veselík, 1940
- Hvězda na východě : básně městu Litomyšli, Litomyšl : Jan R. Veselík, 1940
- Most vidin, Praha : O. Lejsek, 1944

### Překlady
- Paul Gauguin: Noa Noa, KDA, svazek 52, Praha : Kamilla Neumannová, 1919